# Lavigny (Vaud)
Lavigny é uma comuna da Suíça, situada no distrito de Morges, no cantão de Vaud. Tem 4,01 km² de área e sua população em 2018 foi estimada em 999 habitantes.